# Huachi
Der Kreis Huachi (华池县; Pinyin: Huáchí Xiàn) gehört zum Verwaltungsgebiet der bezirksfreien Stadt Qingyang in der chinesischen Provinz Gansu. Die Fläche beträgt 3.871 Quadratkilometer und die Einwohnerzahl 134.100 (Stand: Ende 2018).
Die Pagode von Donghuachi (Donghuachi ta) aus der Zeit der Song-Dynastie steht seit 2001 auf der Liste der Denkmäler der Volksrepublik China (5-435).